# Nagla
Nagla è una suddivisione dell'India, classificata come census town, di 22.944 abitanti, situata nel distretto di Udham Singh Nagar, nello stato federato dell'Uttarakhand. In base al numero di abitanti la città rientra nella classe III (da 20.000 a 49.999 persone).

## Geografia fisica
La città è situata a 29° 40' 0 N e 78° 12' 0 E e ha un'altitudine di 248 m s.l.m..

## Società

### Evoluzione demografica
Al censimento del 2001 la popolazione di Nagla assommava a 22.944 persone, delle quali 12.655 maschi e 10.289 femmine. I bambini di età inferiore o uguale ai sei anni assommavano a 2.714, dei quali 1.428 maschi e 1.286 femmine. Infine, coloro che erano in grado di saper almeno leggere e scrivere erano 16.172, dei quali 9.904 maschi e 6.268 femmine.